# 嘉木扬·图布丹
嘉木扬·图布丹（1925年7月—2022年8月14日），男，蒙古族，内蒙古伊克昭盟杭锦旗人，藏传佛教格鲁派喇嘛。

## 生平
嘉木扬·图布丹生于1925年7月。1932年，在内蒙古伊克昭盟菩提济度寺出家。1942年至1958年，在青海学习；其间，在塔尔寺受比丘戒，考取了格西学位，并且担任经师5年。1958年，回到内蒙古。
文化大革命之后，嘉木扬·图布丹历任北京市佛教协会副会长、北京雍和宫住持、中国佛教协会副会长。1995年，担任中、韩、日三国佛教友好交流会首席代表。